# Phagmodrupa
Triều đại Phagmodrupa hay Pagmodru (Wylie: phag-mo-gru-pa, tiếng Hán: 帕木竹巴, âm Hán Việt: Phách Mộc Trúc Ba; IPA: /pʰɛ́ʔmoʈʰupa/) của Tây Tạng được Tai Situ Changchub Gyaltsen thành lập vào lúc nhà Nguyên của người Mông Cổ đi đến hồi kết. Tai Situ (Đại Tư Đồ) xuất thân từ thái ấp tu viện Phagmodru, ban đầu được một học giả Ca-nhĩ-cư phái nổi tiếng là Phagmo Drupa Dorje Gyalpo thành lập vào năm 1158 để làm một nơi sống ẩn dật. Thái ấp này nằm tại huyện Nêdong ở phía đông nam của Lhasa ngày nay. Sau cái chết của người sáng lập vào năm 1170, Phagmodru phát triển thành một tu viện lớn và thịnh vượng, được các thành viên của gia tộc Lang quản lý. Một trong những người thuộc gia tộc này là Tai Situ, ông đã trở thành lãnh chúa của thái ấp vào năm 1321. Ông đã đánh bại các địch thủ địa phương khác nhau vào lúc mà nhà Nguyên (thế lực cai trị Tây Tạng) sụp đổ. Khi đó, chế độ Tát Già phái nắm quyền lực trên thực tế tại Tây Tạng, họ đại diện cho người Mông Cổ. Tuy nhiên, Đại Tư Đồ đã thay thế Tát Già phái trong thời kỳ 1354–1358, qua đó tái lập một nhà nước Tây Tạng tự trị.

## Khôi phục hành chính
Chế độ mới cai trị từ cung điện tại Nêdong thuộc thung lũng Yarlung. Đại Tư Đồ tái tổ chức chính quyền Mông Cổ-Tát Già phái cũ bằng cách chia lãnh thổ thành các dzong (rdzong), huyện khác nhau. Ông bãi bỏ luật lệ và phong tục Mông Cổ và ủng hộ truyền thống Tây Tạng. Triều đại đầu tiên thi hành quyền lực đối với Trung Tây Tạng (Ü và Tsang). Phách Mộc Trúc Ba định kỳ phái sứ thần đi triều cống cho các hoàng đế nhà Minh tại Trung Quốc, và được ban cho tước hiệu Xiển Hóa vương (闡化王, vua giáo hóa Phật giáo). Triều đình nhà Minh thiết lập một số đô ti (都司) và trại (寨) ở Trung Tây Tạng, song lại thường bổ nhiệm người Tạng làm quan lãnh đạo hơn là cử các quan lại hay tướng lĩnh người Hán đến. Chỉ có những việc cốt yếu, ví dụ như quyền sở hữu Tát Già tự, là do Hoàng đế Đại Minh định đoạt.

## Thời kỳ ổn định chính trị
Những người cai trị đầu tiên là các Lạt-ma và họ không kết hôn, thế nên việc kế vị cho đến năm 1481 là thông qua quan hệ bàng hệ. Lúc đầu, những người cai trị từ chối tước hiệu vương giả, bằng lòng với tước nhiếp chính (desi, sde srid). Người cai trị thứ năm là Drakpa Gyaltsen đã lấy tước hiệu gongma (bề trên). Từ năm 1354 đến 1435, những người cai trị đã quản lý lãnh thổ nhằm duy trì một sự cân bằng giữa các thái ấp khác nhau. Thời kỳ này nổi tiếng với việc hình thành các nét văn hóa, và bao gồm các công việc của người chủ trương cải cách Phật giáo là Tông Khách Ba (Je Tsongkhapa), người sáng lập tông phái Cách Lỗ. Những người cai trị trong thế kỷ đầu tiên của triều đại gồm:
1. Tai Situ Changchub Gyaltsen (Đại Tư Đồ Giáng Khúc Kiên Tán) (1302–1364)
2. Desi Shakya Gyaltsen (Đệ Tất Thích Già Kiên Tán) (1340–1373) cháu trai
3. Desi Drakpa Changchub (Đệ Tất Trát Ba Cường Khúc) (1356–1386) cháu trai
4. Desi Sonam Drakpa (Đệ Tất Tác Nam Trác Ba) (1359–1408) anh em
5. Gongma Drakpa Gyaltsen (Cống Mã Trát Ba Kiên Tán) (1374–1432) anh em họ
6. Gongma Drakpa Jungne (Cống Mã Trát Ba Huýnh Nãi) (1414–1446) cháu trai

## Chính trị phân rã
Sau một cuộc nội chiến vào năm 1435, các thành viên trong gia tộc Lang tiết tục được lên ngôi vua, mặc dù họ luôn phải giao tranh với các thế lực địa phương khác, đặc biệt là với các triều đại Nhân Bạng Ba (Rinpungpa, 1435–1565) và Tạng Ba (Tsangpa, 1565–1642). Sau năm 1564, vị trí của họ hoàn toàn là trên danh nghĩa, và vua cuối cùng đã bị trục xuất khỏi Lhasa vào năm 1635. Tám vị vua cuối cùng là:
1. Gongma Kunga Lekpa (1433–1483) anh em
2. Gongma Ngagi Wangpo (1439–1491) cháu trai
3. Tsokye Dorje (?-1510) nhiếp chính từ dòng dõi Rinpungpa
4. Gongma Ngawang Tashi Drakpa (1488–1564) con trai của Gongma Ngagi Wangpo
5. Gongma Drowai Gonpo (1508–1548) con trai
6. Gongma Ngawang Drakpa (mất 1579?) con trai
7. Kagyud Nampar Gyalwa (mất khoảng 1600) con trai
8. Mipham Sonam Wangchuk Drakpa Namgyal Palzang (fl. thế kỷ 17) con trai[8]